# Secretaria de Estado de Educação (Rio de Janeiro)
| Secretaria de Estado de Educação                                                          |                         |
| Avenida Professor Pereira Reis, nº 119 - Santo Cristo · Rio de Janeiro, RJ · Site oficial |                         |
| Atual secretário                                                                          | Alexandre Valle Cardoso |

A Secretaria de Estado de Educação (SEEDUC) é uma das secretarias do Governo do Estado do Rio de Janeiro. É o órgão responsável pela execução das políticas de educação no estado do Rio de Janeiro, buscando elevar o patamar de cultura da sociedade e proporcionar uma educação pública democrática e de qualidade.
A missão da secretaria é assegurar uma educação que garanta o acesso, a permanência e o sucesso dos alunos dentro de sala de aula. Já o objetivo a ser atingido pela SEEDUC é promover uma escola pública de qualidade.

## Lista de secretários
A tabela abaixo lista os nomes dos titulares da Secretaria de Estado de Educação desde 2003, bem como as datas do início e do fim do mandato e o(a) governador(a) do estado do Rio de Janeiro no período:
| Nome                                | Início do mandato       | Fim do mandato          | Governador(a)       |
| ----------------------------------- | ----------------------- | ----------------------- | ------------------- |
| Darcilia Aparecida da Silva Leite   | 1º de janeiro de 2003   | 31 de dezembro de 2003  | Rosinha Garotinho   |
| Claudio Roberto Mendonça Schiphorst | 1º de janeiro de 2004   | 30 de março de 2006     | Rosinha Garotinho   |
| Arnaldo Niskier                     | 31 de março de 2006     | 31 de dezembro de 2006  | Rosinha Garotinho   |
| Nelson Maculan Filho                | 1º de janeiro de 2007   | 18 de fevereiro de 2008 | Sérgio Cabral       |
| Tereza Cristina Porto Xavier        | 19 de fevereiro de 2008 | 5 de outubro de 2010    | Sérgio Cabral       |
| Wilson Risolia Rodrigues            | 6 de outubro de 2010    | 3 de abril de 2014      | Sérgio Cabral       |
| Wilson Risolia Rodrigues            | 4 de abril de 2014      | 31 de dezembro de 2014  | Luiz Fernando Pezão |
| Antonio José Vieira de Paiva Neto   | 1º de janeiro de 2015   | 16 de maio de 2016      | Luiz Fernando Pezão |
| Wagner Granja Victer                | 17 de maio de 2016      | 31 de dezembro de 2018  | Luiz Fernando Pezão |
| Pedro Henrique Fernandes da Silva   | 1º de janeiro de 2019   | 16 de setembro de 2020  | Wilson Witzel       |
| Plínio Comte Leite Bittencourt      | 25 de setembro de 2020  | 3 de junho de 2021      | Cláudio Castro      |
| Alexandre Valle Cardoso             | 3 de junho de 2021      | Em exercício            | Cláudio Castro      |